# Luna E-8-5M-412
A Luna E-8-5M-412 (Luna-24a) harmadik generációs, továbbfejlesztett szovjet automatikus holdszonda, a Luna-program része.

## Küldetés
Összetett elektronikát, navigációs berendezést, hajtóműrendszert és robotmechanikát tartalmazott, hogy megvalósíthassa a Hold megközelítését, a sima leereszkedést, a mintavételt (2.5 méter mélységből) és a Hold elhagyását, elősegítve a Földre történő visszatérést. Repülés közben a kozmikus sugárzás, a napszél, a mikrometeoritok, az interplanetáris anyag és a Hold mágneses terének vizsgálata.

## Jellemzői
Építette és üzemeltette az OKB–1 (oroszul: Особое конструкторское бюро №1, ОКБ-1), később Lavocskin-tervezőiroda.
1975. október 216-án a bajkonuri indítóbázisról, négylépcsős, az emelkedést segítő szilárd hajtóanyagú segédrakéták párhuzamos elrendezésével, egy Proton-K/D hordozórakétával (8K78K) kívánták Föld körüli parkolópályára állítani. Felépítése, szerkezete megegyezett a később indított Luna–24 űrszondával. Az utolsó fokozat technikai hibája miatt nem sikerült a programot végrehajtani. Három ponton stabilizált (Föld-, Hold- és Nap-központú) űreszköz. Hasznos tömege 5300 kilogramm.
A leszállóegység részei a fékező-leszálló, az állványzat és a visszatérő egység. Minden egység energiaellátását kémiai akkumulátorok biztosították. A fékező-leszállóegység: üzemanyagtartályokból, fékező rakétahajtóműből, vezérlő-ellenőrző egységből, rádió adó-vevő berendezésből, antennából, állványzatból (lengéscsillapítókkal), stabilizáló egységből (giroszkóp), magasság- és sebességmérőből állt. Az állványzat biztosította az üreges mintavevő fúró stabilitását. Tetején egy nagy nyomásnak és hőnek ellenálló tartály volt elhelyezve, ide helyezte mintáit az automatika. A kapcsolatot 4 rúdantennán keresztül biztosították. A visszatérő egység hajtóanyagból és rakétahajtóműből, a hozzá tartozó rádió-adó berendezésből, vezérlő-ellenőrző egységből, korrekciós hideggáz-fúvókákból, stabilizáló (giroszkóp) egységből tevődött össze. A leszállóegység tetején helyezték el a hermetikusan záródó kőzettartályt. A leszállóegység egyben a Hold-Föld rakéta startállványa volt.

## Külső hivatkozások
- Luna E-8-5M-412. zarya.info. [2022. július 1-i dátummal az eredetiből archiválva]. (Hozzáférés: 2013. február 11.)
- Luna E-8-5M-412. skyrocket.de. (Hozzáférés: 2013. február 11.)
- Luna E-8-5M-412. ib.cas.cz. [2013. október 13-i dátummal az eredetiből archiválva]. (Hozzáférés: 2013. február 11.)

| Elődje: Luna–23 | Luna-program 1969–1976 | Utódja: Luna–24 |